# ریکو سوزوکی
ریکو سوزوکی (انگلیسی: Reiko Suzuki؛ زادهٔ ۱۵ اوت ۱۹۴۴) صداپیشه اهل ژاپن است.